# Amaurotoma zappa
Amaurotoma zappa (лат.) — вымерший вид морских брюхоногих моллюсков рода †Amaurotoma из ископаемого семейства †Microdomatidae. Amaurotoma zappa жил в палеозое (пермь, около 290 млн лет назад, Северная Америка). Вид назван в честь американского рок-музыканта Фрэнка Заппы.

## Описание
Вид, имеющий мелкую раковину шириной от 3,9 до 10,3 мм. Раковина с округлыми завитками, умеренно вдавленным швом, маленьким умбиликусом (пупком) и примерно 13-18 угловатыми килями, разделёнными неглубокими вогнутыми бороздками; кили равномерно развиты адапикально к периферии, меньшие и более близкие по размеру абапикально к периферии. Раковина правосторонняя, до 5 завитков; протоконх плохо изучен, вероятно, 21/2 гладких простых завитка; профиль завитка у большинства особей округлый, более крупные экземпляры с пришовным пандусом, придающим завиткам угловатый вид; устье почти круглое, слегка удлинённое в осевом направлении, очень тонкая париетальная индуктура на верхней части внутренней губы, не выходящая за устье; внутренняя губа слегка загнута вокруг пупка; апертуральная губа мелкозубчатая, отражающая спиральный орнамент; спиральный орнамент из 13-18 угловатых килей, разделённых неглубокими вогнутыми бороздками.

## Классификация и распространение
Вид Amaurotoma zappa был впервые описан в 1972 году (Plas 1972). Типовой экземпляр X-3339 был обнаружен в типовой местности UCMP D-5252, Lookout Hill, южный хребет каньона Эрроу (Arrow Canyon Range), расположенный в мелководных сублиторальных известняках артинского яруса в формации Бёрд-Спринг в Неваде (округ Кларк, США).

## Этимология
Вид назван в честь американского рок-музыканта Фрэнка Заппы.